# 1890 en rugby à XV
Les faits marquants de l'année 1890 en rugby à XV

## Événements

### Février
- Début de la huitième édition du Tournoi, le tournoi britannique de rugby à XV 1890, qui va à son terme. L'Écosse et l'Angleterre remportent conjointement le tournoi avec deux victoires et une défaite.

| Le 1er février à Édimbourg          | Écosse     | 0 - 4 | Angleterre     |
| Le 1er février à Dublin             | Irlande    | 3 - 3 | Pays de Galles |
| Le 15 février à Blackheath, Londres | Angleterre | 3 - 0 | Irlande        |

### Mars
- Fin du tournoi britannique :

| Le 1er mars à Édimbourg          | Écosse     | 0 - 4 | Angleterre     |
| Le 1er mars à Dublin             | Irlande    | 3 - 3 | Pays de Galles |
| Le 15 mars à Blackheath, Londres | Angleterre | 3 - 0 | Irlande        |

### Récapitulatifs des principaux vainqueurs de compétitions 1889-1890
- Le Yorkshire est champion d'Angleterre des comtés.

## Décès
- 16 octobre : William Cross, joueur international écossais (° 10 septembre 1850).